# 日產Livina
日產Livina（英語：Nissan Livina）是一款由日本神奈川縣日產技術中心進行設計、研發工作，所開啟的系列新車，並以「active and high quality」為產品概念。於2007年10月在台灣正式發表Livina 1.6L兩排5人座、Grand Livina 1.8L三排7人座。

## Livina第一代 (L10/L11; 2006)

### L10（2007年）
2007年10月16日，在台灣正式發表Livina 1.6L兩排5人座，搭載新世代HR16全鋁合金引擎，輔以車速感應式EPS電子動力方向盤；在油耗方面，高速油耗每公升達19.5公里（美規FTP-75），平均油耗每公升逹15.4公里（美規FTP-75）。
2008年，命名為Livina 1.6L玩酷版車型，加裝全車運動化大包圍套件，以及LED後視鏡方向燈。
2009年增列行李廂隔板。
2010年，Livina 1.6L Fun架版，使用「Eco-Driving節能輔助視窗」，利用HUD抬頭顯示器，並加上鋁合金車頂架。
2012年，Livina 1.6L RV小玩咖，配備上增加恆溫空調與倒車距離顯示、HUD倒車距離顯示及感測燈閃爍功能、USB音樂讀取介面以及獨立式地圖燈等配備。
2013年，Livina 1.6L 野Fun版，新增後座平整化，增加後艙可運用的空間及活動式防水置物盒；同年10月又推出玩樂版，全車系配備Panasonic多功能影音整合系統。

### Grand Livina
2007年10月16日，在台灣正式發表Grand Livina 1.8L三排7人座，搭載具C-VTC連續可變氣門正時機構之1.8升引擎。採用雷諾日產共用之底盤，設計開發工作則是由位於日本神奈川縣的日產技術中心所負責。車身尺寸分別為4420mm、1690mm、1600mm，軸距部分為2600mm。1.6L則搭載新世代HR16全鋁合金引擎，輔以車速感應式EPS電子動力方向盤。
2009年起，全車系加上HUD車速擡頭顯示器。
2013年3月28日推出小改款，名為Livina 1.8奔Fun版，是以原來的Grand Livina 1.8為基礎，再加裝上日本Autech設計的空力套件。

### L11（2014年）

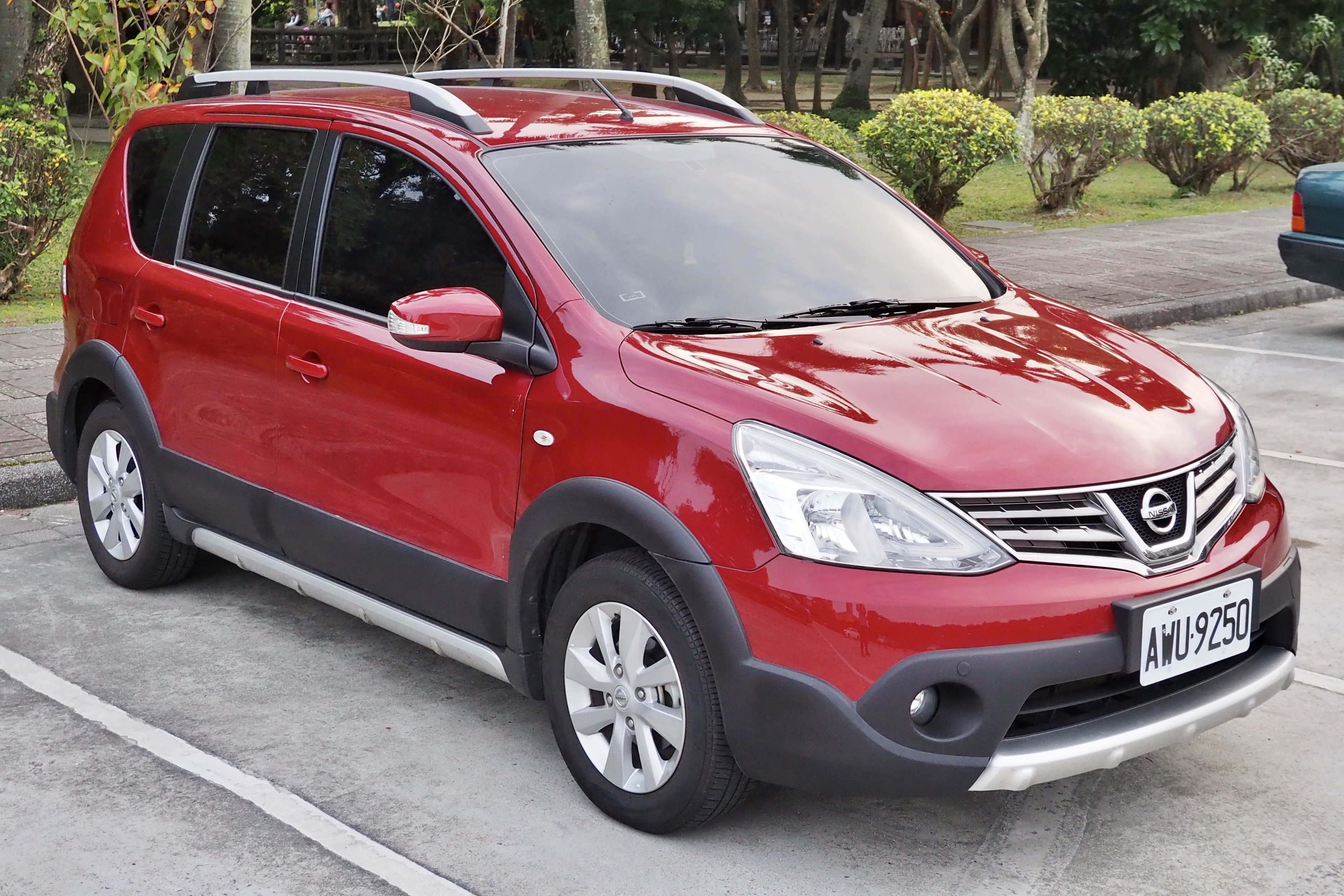
2014 Livina（L11，台灣）

新的外型設計命名為ALL NEW LIVINA，改搭載更省油的新式1.6升引擎及CVT變速箱，油耗18.9km/L（美規FTP-75）。車身長、寬、高分別增加81mm、14mm及2mm，430L的行李容量。
2015年在部分規格上升級成3D體感紓壓皮椅，其餘編成配備維持不變。

#### 尺寸規格
| 規格配備/車型 | ALL NEW LIVINA                  |
| 版本          | 行家版/行家皮椅版/豪華版/旗艦版 |
| 車身長度      | 4,308 mm                        |
| 車身寬度      | 1,734 mm                        |
| 車身高度      | 1,630 mm                        |
| 車身軸距      | 2,600 mm                        |
| 車身重量      | 1,173 kg                        |
| 油箱容量      | 52 L                            |
| 迴轉半徑      | 5.2 m                           |

#### 系統結構
| 規格配備/車型 | ALL NEW LIVINA                                |
| 版本          | 行家版/行家皮椅版/豪華版/旗艦版               |
| 懸吊系統      | 前：獨立麥花臣式（附防傾平衡桿）/後：扭力樑式 |
| 煞車系統      | 前碟後鼓                                      |
| 傳動方式      | 前輪驅動                                      |
| 變速箱形式    | 第四代X-CVT無段變速系統                       |

#### 動力
| 引擎型式            | HR16DE鋁合金直列四汽缸                                 |
| 排氣量(c.c.)        | 1,598                                                  |
| 汽缸與汽門結構      | DOHC雙凸輪軸 16汽門附雙CVTC進 排氣可變汽門正時控制系統 |
| 壓縮比              | 9.8                                                    |
| 油門設計            | ETC電子節氣門                                          |
| 最大馬力(ps/rpm)    | 115/5,600                                              |
| 最大扭力(kg．m/rpm) | 15.7/4,000                                             |

#### 外觀與內裝
後座膝部空間為595mm，拉倒6/4後座椅背後，行李箱容量為1555 L（寬790mmX1,060mmX1,610mm的1,555L）。

#### 省油與操控
採用1.6L Dual CVTC節能引擎及第四代X-CVT無段變速系統，油耗18.9km/L，馬力115 ps /5,600 rpm、扭力15.7Kg-m/4000rpm。

#### 安全與科技
全車系配備四合一剎車系統（BOS+ABS+EBD+BAS）、ZONEBODY可潰縮車體以及步行者安全設計，前保桿防撞鋼樑採用1,180Mpa鋼樑，車門防撞鋼樑強度為1,570Mpa，搭載具行車電腦功能的自發光雙環式立體儀表板、雙開式I-key、微電腦恆溫空調等等功能。
2016年4月推出獨角仙特仕版，增添獨角仙造型一系列的車用配件、車貼及六合一的影音安全配備，包含行車記錄器、胎壓偵測系統、衛星導航、藍牙、HD畫質數位電視、多媒體影音等功能。

### 台灣停產
2020年8月因為問世太久，再加上沒有將VDC車身動態穩定系統加入標準配備，無法通過法規而停產，於12月底銷售完畢。

## 外部連結
- ALL NEW LIVINA （页面存档备份，存于）日産モーターインドネシア公式サイト内